# Clare Hunt
Pour les articles homonymes, voir Hunt.
Clare Hunt, née le 12 mars 1999 à Cowra, est une footballeuse internationale australienne. Elle évolue actuellement en défense centrale à  Tottenham Hotspur.

## Biographie
Clare Hunt naît dans la petite ville de Cowra, comme sa coéquipière en défense chez les Matildas Ellie Carpenter. Elle grandit à quelques kilomètres de là dans une ferme de Grenfell en Nouvelle-Galles du Sud, à cinq heures de route à l'ouest de Sydney. Son grand frère, Henry, est joueur professionnel de cricket.

### En club
Entre 2018 et 2022, Clare Hunt cumule les blessures (ligaments croisés, fracture du bras...) et doit subir pas moins de sept opérations. Elle rejoint les Western Sydney Wanderers en 2021.
Lors de la saison 2022-2023 d'A-League, elle est capitaine des Wanderers et est nommée dans l'équipe-type du championnat, pour sa première saison sans blessure. Après la saison, elle va s'entraîner en Angleterre avec Everton.
Après la coupe du monde 2023, elle quitte pour la première fois l'Australie et signe en Europe, où elle rejoint finalement le Paris Saint-Germain pour trois ans. Pour son premier match de Ligue des champions, le 10 octobre contre Manchester United, elle entre en jeu au bout de 17 minutes seulement pour remplacer Oriane Jean-François, blessée. Le 15 novembre face à l'Ajax Amsterdam, elle concède le penalty du deuxième but amstellodamois.

### En sélection
Clare Hunt fait ses débuts en équipe d'Australie le 16 février 2023 face à la Tchéquie en Coupe des Nations, un tournoi amical. Elle entre à la mi-temps, avant de disputer l'intégralité du reste du tournoi. Profitant de la blessure d'Alanna Kennedy, elle s'installe immédiatement dans l'équipe où elle forme la charnière centrale avec Clare Polkinghorne.
Avec l'équipe d'Australie, Clare Hunt participe à la coupe du monde organisée à domicile en 2023. En quarts de finale face à la France, elle manque son tir au but, mais les Australiennes remportent finalement la séance et se qualifient. Après une défaite en demi-finale contre l'Angleterre, les Matildas s'inclinent à nouveau lors du match pour la troisième place face à la Suède, où Clare Hunt concède notamment un penalty. Elle joue l'intégralité des rencontres de l'Australie durant la compétition et se fait remarquer pour ses performances.